# Cercy-la-Tour
Cercy-la-Tour é uma comuna francesa na região administrativa de Borgonha-Franco-Condado, no departamento Nièvre. Estende-se por uma área de 45,16 km². Em 2010 a comuna tinha 1 755 habitantes (densidade: 38,9 hab./km²).